# Китайско-японска война (1894 – 1895)
Китайско-японската война (1894 – 1895) е завоевателна война на Япония против Китай за установяване на японски контрол над Корейския полуостров и за проникване в Китай. Завършва с поражение за Китай, който отстъпва на Япония о. Тайван, островите Пенхуледао и се задължава да плати огромна контрибуция.
Корея, поради географската си близост до Япония, се разглежда като „нож, забит в сърцето на Япония“. Недопускането на чуждестранно, особено европейско влияние и взимане на страната под свой контрол е основната цел на японската външна политика. Под натиска на Япония, още през 1876 година Корея подписва договор, с който се самоизолира и с който отваря вратите си за търговия с Япония.

## Статистика на войната
| Воюващи страни | Население (1894 г.) | Мобилизирани войници | Убити войници | Ранени войници |
| -------------- | ------------------- | -------------------- | ------------- | -------------- |
| Япония         | 41 089 900          | 300 000              | 13 823        | 3973           |
| Цин            | 387 877 000         | 630 000              | 10 000        | 25 000         |
| Общо           | 428 966 900         | 930 000              | 23 823        | 28 973         |